# Save Me (canção de Hanson)
Save Me (em português "Salve-me") é uma canção da banda norte-americana Hanson, do álbum "This Time Around", lançado em 2000. A faixa foi lançada como single em 2001, exclusivamente no Brasil.

## Lançamento
A canção fez um grande sucesso no Brasil, ao embalar o casal Edu e Camila, personagens de Reynaldo Gianecchini e Carolina Dieckmann na telenovela brasileira Laços de Família da Rede Globo.

### CD Single
- Promocional[2]

1. Save Me (Album Version)